# Cyligramma magus
Cyligramma magus es una especie de polilla del género Cyligramma, familia Noctuidae, orden Lepidoptera. Fue descrita por Félix Édouard Guérin-Méneville en 1844.

## Distribución
Se distribuye por África: Angola, Camerún, República Democrática del Congo, Etiopía, Gabón, Gambia, Ghana, Guinea-Bisáu, Kenia, Madagascar, Malaui, Mauritania, Mozambique, Namibia, Nigeria, Ruanda, Sierra Leona, Sudáfrica, Sudán, Tanzania, Uganda, Zambia y Zimbabue.